# Herbstosaurus
 Herbstosaurus  ist eine Gattung von Kurzschwanzflugsauriern (Pterodactyloidea) aus dem Oberjura (Tithonium) Südamerikas. Bisher ist lediglich ein einziges Exemplar bekannt, das vor allem aus Knochen und Knochenabdrücken der Beckenregion und der oberen Beinknochen besteht. Ursprünglich wurde diese Gattung als  theropoder Dinosaurier beschrieben. Herbstosaurus stellt möglicherweise den frühesten bekannten Vertreter der Pterodactyloidea auf der südlichen Erdhalbkugel dar.

## Merkmale
Der Oberschenkelknochen des gefundenen Exemplars misst 9,15 Zentimeter Länge; die Flügelspannweite dieses Exemplars betrug vermutlich etwa 1,5 Meter. Das Kreuzbein besteht aus fünf bis sechs Wirbeln, ein Merkmal, das für gewöhnlich bei Vertretern der Pterodactyloidea auftritt, bei basaleren (ursprünglicheren) Flugsauriern jedoch sehr ungewöhnlich ist.

## Systematik
Die Verwandtschaftsbeziehungen sind umstritten. Ostrom (1978) erkannte erstmals die Zugehörigkeit zu den Flugsauriern. Während Bonaparte (1978) diese Gattung zu den Pterodactylidae stellte, sah Peter Wellnhofer (1991) in ihr einen basaleren Flugsaurier außerhalb der Pterodactyloidea. Unwin (2003) schrieb Herbstosaurus den Dsungaripteroidea zu, einer Gruppe innerhalb der Pterodactyloidea, was von Codorniú und Gasparini (2007) jedoch widerlegt wird.

## Fund
Das einzige bekannte Exemplar (Holotyp, Exemplarnummer CTES-PZ 1709) stammt aus der Vaca-Muerta-Formation (Tithonium) der argentinischen Provinz Neuquén. Ursprünglich wurde der Fundort der mitteljurassischen Lotena-Formation zugeordnet. Ein zusammen mit diesem Flugsaurier entdecktes Leitfossil, der Ammonit Berriasiella, beweist jedoch, dass der Fund tatsächlich aus der jüngeren Vaca-Muerta-Formation stammt.